# Raimundas Saulius Baltuška

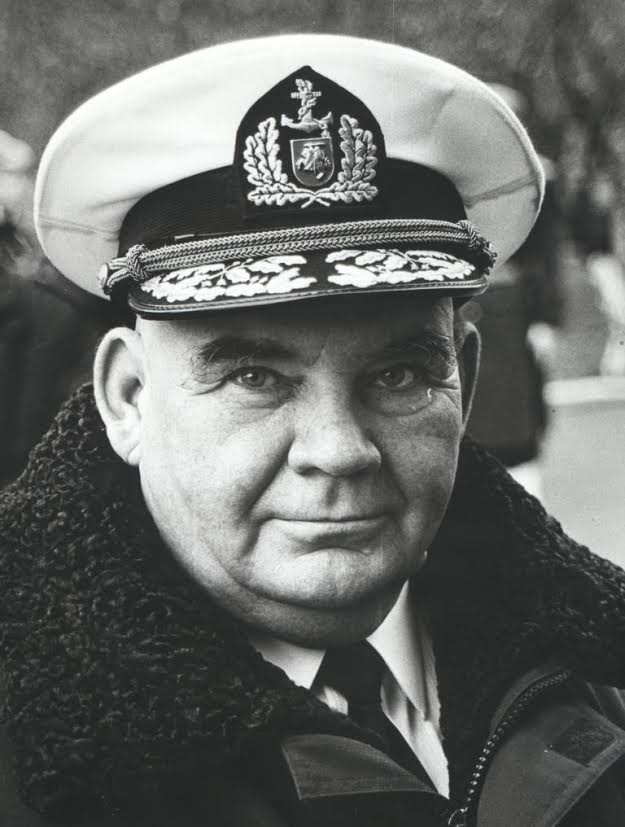
Raimundas Saulius Baltuška

Raimundas Saulius Baltuška (* 31. August 1937 in Šančiai, Kaunas; † 9. April 2016) war ein litauischer Pädagoge in Klaipėda, Flottillenadmiral und Befehlshaber der litauischen Seestreitkräfte.

## Leben
Raimundas Saulius Baltuška absolvierte nach dem Abitur in der Litauischen SSR ein Studium an der Militärakademie in Leningrad. Von 1989 bis 1992 arbeitete er in Kaliningrad und wechselte im Anschluss als Freiwilliger zu den im Wiederaufbau befindlichen litauischen Streitkräften. Dort wirkte er in den nächsten Jahren am Aufbau der Marine mit, deren Oberbefehlshaber er 1992 wurde. 1997 wurde ihm, als erstem nach der Wiedererlangung der Unabhängigkeit des Landes, vom litauischen Präsidenten Valdas Adamkus der Rang des Flottillenadmirals verliehen. Bis zu seinem Ausscheiden aus dem Militärdienst im Jahr 1999 blieb er Befehlshaber der litauischen Seestreitkräfte. Sein Nachfolger wurde Kęstutis Macijauskas.
Nach seinen Jahren als Marinekommandant lehrte Raimundas Baltuška noch einige Zeit an der Universität Klaipėda.

## Auszeichnungen
|  | Orden des Vytis-Kreuzes (Offizierskreuz) – Präsidentsdekret Nr. 776 (21. November 1995)  |
|  | Orden Vytautas des Großen (Offizierskreuz) – Präsidentsdekret Nr. 2042 (3. Februar 2003) |